# Rainford Kalaba
 (avril 2024).
Si vous disposez d'ouvrages ou d'articles de référence ou si vous connaissez des sites web de qualité traitant du thème abordé ici, merci de compléter l'article en donnant les références utiles à sa vérifiabilité et en les liant à la section « Notes et références ».
Pour les articles homonymes, voir Kalaba.
Rainford Kalaba, né le 14 août 1986 à Kitwe (Zambie) est un footballeur international zambien, qui évolue au poste de milieu de terrain.

## Biographie
Joueur avec des qualités de dribble, une aisance technique et une bonne frappe de balle, il est considéré comme l'un des cadres de l'équipe nationale malgré son jeune âge.[réf. nécessaire]
Il rejoint le club d'Afrisports en 2003 alors que celui-ci vient de descendre en Division 2 zambienne. En 2005, le club parvient à remonter en Division 1 et Rainford commence à faire parler de lui sur la scène internationale avec sa première sélection avec la Zambie contre le Swaziland (victoire 3-0). De nombreux clubs sud-africains sont alors intéressés par sa venue (Orlando Pirates, Kaizer Chiefs ou Mamelodi Sundowns).
Alors que son rêve est d'évoluer en Angleterre et particulièrement à Arsenal FC, il rejoint la France à l'âge de 19 ans pour poursuivre sa formation et tenter de s'imposer à l'OGC Nice. Il veut suivre le même chemin que son compatriote Jacob Mulenga qui joue à La Berrichonne de Châteauroux.
Il a notamment participé à la Coupe d'Afrique des nations 2008 avec l'équipe de Zambie en y jouant un match.
Il a été champion de Zambie en 2007 avec le ZESCO United Football Club. Il a signé en avril 2008 un contrat de cinq ans avec le Sporting Braga.

## Palmarès

### En club
| - Kitwe United (1) - Championnat de Zambie D2 - Vainqueur (1) : 2004. |  | - ZESCO United Football Club (4) - Championnat de Zambie - Vainqueur (2) : 2007 et 2008. - Coupe de Zambie - Vainqueur (1) : 2006[réf. nécessaire]. - Coca Cola Cup (en) - Vainqueur (1) : 2007[réf. nécessaire]. |  | - TP Mazembe (17) - Championnat de la RD Congo (9) - Champion : 2011, 2012, 2013, 2014, 2016, 2017, 2019, 2020, 2022 - Supercoupe de la RD Congo (3) - Vainqueur : 2013, 2014, 2016 - Ligue des champions de la CAF (1) - Vainqueur : 2015 - Supercoupe de la CAF (2) - Vainqueur : 2011, 2016 - Finaliste : 2017, 2018 - Coupe de la confédération (2) - Vainqueur : 2016, 2017 - Finaliste : 2013 |

### En sélection nationale
| - Zambie - Coupe d'Afrique des nations - Vainqueur (1) : 2012. - Coupe COSAFA - Vainqueur (1) : 2006 - Finaliste (2) : 2005 et 2007. |

## Statistiques

### Statistiques en club
| Saison      | Club           | Championnat | Championnat | Championnat | Coupe nationale | Coupe nationale | Coupe de la Ligue | Coupe de la Ligue | Compétition(s) continentale(s) | Compétition(s) continentale(s) | Compétition(s) continentale(s) | Supercoupe de la CAF | Supercoupe de la CAF | Sélection | Sélection | Sélection | Total | Total |
| Saison      | Club           | Division    | M.          | B.          | M.              | B.              | M.                | B.                | Comp.                          | M.                             | B.                             | M.                   | B.                   | Équipe    | M.        | B.        | M.    | B.    |
| 2004        | Kitwe United   | 2           | ?           | 9           | -               | -               | -                 | -                 | -                              | -                              | -                              | -                    | -                    | -         | -         | -         | ?     | 9     |
| 2005        | Kitwe United   | 1           | ?           | 7           | -               | -               | -                 | -                 | -                              | -                              | -                              | -                    | -                    | Zambie    | 1         | 0         | ?     | 7     |
| 2005 - 2006 | OGC Nice B     | 4           | 3           | 0           | -               | -               | -                 | -                 | -                              | -                              | -                              | -                    | -                    | Zambie    | 2         | 0         | 5     | 0     |
| 2006        | ZESCO United   | 1           | ?           | 1           | -               | -               | -                 | -                 | -                              | -                              | -                              | -                    | -                    | Zambie    | 3         | 0         | ?     | 1     |
| 2007        | ZESCO United   | 1           | ?           | 13          | ?               | 2               | -                 | -                 | -                              | -                              | -                              | -                    | -                    | Zambie    | 7         | 1         | ?     | 15    |
| 2008        | ZESCO United   | 1           | ?           | 1           | -               | -               | -                 | -                 | -                              | -                              | -                              | -                    | -                    | -         | -         | -         | ?     | 1     |
| 2008 - 2009 | Gil Vicente FC | 2           | 22          | 4           | -               | -               | 2                 | 1                 | -                              | -                              | -                              | -                    | -                    | - Zambie  | 5         | 1         | 29    | 6     |
| 2009 - 2010 | Sporting Braga | 1           | -           | -           | -               | -               | -                 | -                 | C3                             | 1                              | 0                              | -                    | -                    | -         | -         | -         | 1     | 0     |
| 2009 - 2010 | União Leiria   | 1           | 3           | 1           | 1               | 0               | -                 | -                 | -                              | -                              | -                              | -                    | -                    | Zambie    | 9         | 2         | 13    | 3     |
| 2010 - 2011 | Zamalek SC     | 1           | -           | -           | -               | -               | -                 | -                 | -                              | -                              | -                              | -                    | -                    | Zambie    | 4         | 2         | 4     | 2     |
| 2011        | TP Mazembe     | 1           | -           | -           | -               | -               | -                 | -                 | C1                             | 4                              | 0                              | 1                    | 0                    | Zambie    | 6         | 0         | 11    | 0     |
| 2012        | TP Mazembe     | 1           | -           | -           | -               | -               | -                 | -                 | -                              | -                              | -                              | -                    | -                    | Zambie    | 8         | 1         | 8     | 1     |

### Buts en sélection
| Buts (10) en sélection de Rainford Kalaba | Buts (10) en sélection de Rainford Kalaba | Buts (10) en sélection de Rainford Kalaba   | Buts (10) en sélection de Rainford Kalaba | Buts (10) en sélection de Rainford Kalaba | Buts (10) en sélection de Rainford Kalaba | Buts (10) en sélection de Rainford Kalaba |
|                                           | Date                                      | Lieu                                        | Adversaire                                | Score                                     | Résultat                                  | Compétition                               |
| ----------------------------------------- | ----------------------------------------- | ------------------------------------------- | ----------------------------------------- | ----------------------------------------- | ----------------------------------------- | ----------------------------------------- |
| 1.                                        | 2005                                      | -                                           | -                                         | -                                         | -                                         | -                                         |
| 2.                                        | 2006                                      | -                                           | -                                         | -                                         | -                                         | -                                         |
| 3.                                        | 2007                                      | -                                           | -                                         | -                                         | -                                         | -                                         |
| 4.                                        | 6 juin 2009                               | Konkola Stadium, Chililabombwe (Zambie)     | Rwanda                                    | 1-0                                       | 1-0                                       | Qualifications Coupe du monde 2010        |
| 5.                                        | 9 janvier 2010                            | FNB Stadium, Johannesbourg (Afrique du Sud) | Corée du Sud                              | 0-2                                       | 2-4                                       | Match amical                              |
| 6.                                        | 21 janvier 2010                           | Estádio Alto da Chela, Lubango (Angola)     | Gabon                                     | 0-1                                       | 1-2                                       | CAN 2010                                  |
| 7.                                        | 11 août 2010                              | Nelson Mandela Stadium, Kampala (Ouganda)   | Ouganda                                   | 0-1                                       | 1-1                                       | Match amical                              |
| 8.                                        | 5 septembre 2010                          | Konkola Stadium, Chililabombwe (Zambie)     | Comores                                   | 1-0                                       | 1-0                                       | Qualifications CAN 2012                   |
| 9.                                        | 2010                                      | -                                           | -                                         | -                                         | -                                         | -                                         |
| 10.                                       | 21 janvier 2011                           | Stade de Bata, Bata (Guinée équatoriale)    | Sénégal                                   | 0-2                                       | 1-2                                       | CAN 2012                                  |